# Floridsdorfer AC
Floridsdorfer Athletiksport-Club, Floridsdorfer AC sau FAC este un club profesionist de fotbal cu sediul în Viena care evoluează în Fußball-Regionalliga[*].

## Istoric
Floridsdorfer AC a luat ființă în anul 1904. În anul 2007 a fuzionat cu Polizeisportvereinigung Wien, iar clubul a fost redenumit FAC Team für Wien. Actualmente clubul evoluează în cel de al treilea eșalon al Campionatului austriac.

## Palmares
- Campionatul Austriei: 1918
- Wiener Cup: 1907, 1915, 1918
- Cupa Austriei: 1914-15, 1917-18